# 10 Jahre Abfuck
10 Jahre Abfuck ist der Titel des dritten Studioalbums des deutschen Hip-Hop-Duos Zugezogen Maskulin. Es erschien am 7. August 2020 bei Four Music.

## Entstehung
Das dritte Studioalbum erschien zum zehnjährigen Bestehen der Band.

## Titel
1. 10 Jahre Abfuck (3:47)
2. Der Erfolg (3:29)
3. Tanz auf dem Vulkan (3:08)
4. Rap.de (3:50)
5. König Alkohol (3:37)
6. Normiefest (3:08), feat. Nico (101)
7. Echte Männer Freestyle (3:03)
8. Sommer vorbei (3:13)
9. Dunkle Grafen (3:09)
10. Jeder Schritt (3:43), feat. Nura
11. Fans (3:18), feat. Ahzumjot
12. Es war nicht alles schlecht (3:29)
13. Exit (2:42)

Alle Titel spiegeln wider, dass Erfolg nicht glücklich macht.
In Der Erfolg wird aus der Sicht eines Rappers als einem Gegenentwurf zu Testo und grim104 erzählt. Der Song Rap.de behandelt das Kennenlernen Bolz’ und Wilkens bei ihrem Praktikum bei rap.de. Mit Tanz auf dem Vulkan kommen die Themen Antisemitismus, Rechter Terror und Coronakrise zur Sprache. Das Thema Alkoholsucht wird in König Alkohol thematisiert, Toxische Männlichkeit und Homophobie im Titel Echte Männer Freestyle. Sommer vorbei behandelt die Klimakatastrophe und Fremdenfeindlichkeit, Jeder Schritt Stalking, Incels und selbsternannte Feministen.

## Musikvideos
Von den Songs Der Erfolg, Tanz auf dem Vulkan, Normiefest , Sommer vorbei und Exit wurden Musikvideos produziert.

## Gestaltung
Das Albumcover wurde von Daniel Richter gestaltet. Die gemalte Szene zeigt eine aus einem gelben Holzverschlag heraustretende Frau, die zwei abgetrennte Köpfe in ihren Händen hält.

## Rezeption

### Rezensionen
Thomas Winkler schreibt im Musikexpress, Zugezogen Maskulin haben auf dem Album „die Punk-Attitüde, die Testo und grim104 sonst in hasserfüllte Reime verwandelt haben, […] stark zurückgefahren.“ Als erste deutsche Rapper würden sie es wagen, an sich selbst zweifeln; als erste würden sie auch das Geschäft an sich grundsätzlich hinterfragen.
Für FM4 hat Alica Ouschan das Album rezensiert. Sie schreibt, die Geschichten würden „zwar weiterhin in typisch aggressiv-angriffslustiger ZM-Manier erzählt, sie sind dabei aber unerwartet reflektiert und viel erwachsener als auf dem letzten Album“.
Auf laut.de schreibt Mirco Leier: „In gewohnt zynischer Manier nimmt das Duo auch sämtliche gesellschaftspolitischen und musikalischen Entwicklungen der letzten zehn Jahre unter die Lupe, respektive in die Mangel.“ Die Instrumentation sei „ihre bislang detaillierteste und vielseitigste“.

### Charts und Chartplatzierungen
| ChartsChartplatzierungen | Höchstplatzierung | Wochen |
| ------------------------ | ----------------- | ------ |
| Deutschland (GfK)        | 7 (2 Wo.)         | 2      |
| Österreich (Ö3)          | 47 (1 Wo.)        | 1      |